# Thomisme
 Der er for få eller ingen kildehenvisninger i denne artikel, hvilket er et problem. Du kan hjælpe ved at angive troværdige kilder til de påstande, som fremføres i artiklen.

Thomisme er et filosofisk og teologisk læresystem, baseret på Thomas Aquinas' værker og er en del af hans ontologi.
Thomismen er en syntese mellem kristendommen og Aristoteles' lære (aristotelismen). Aristoteles’ metode benyttes således til at forstå og sandsynliggøre et kristent verdensbillede .
Siden 1278 har thomismen været Dominikanerordenens officielle filosofi.